# 쿠키런의 등장인물 목록
이 문서에서는 데브시스터즈의 비디오 게임 시리즈 《쿠키런》에 등장하는 캐릭터들을 정리한다.

## 쿠키
플레이어블 캐릭터로서 최초로 출시된 연도를 기준으로 정리한다.

### 표 설명
- : 정규 플레이어 캐릭터로 등장함. (스페셜, 한정 캐릭터 제외)
- : 스페셜(SPECIAL) 등급, 또는 한정 플레이어 캐릭터로 등장함.
- 플레이어 캐릭터가 아닌 NPC, 게스트 등급으로 등장한 경우는 아이콘을 표기하지 않는다.
- 쿠키의 인게임 능력, 스킨에 대한 내용은 서술하지 않는다.
- 같은 날에 출시된 캐릭터는 작품 → 캐릭터명 순으로 정렬한다.

### 2009년~2012년
| 이름/성우                         | 출시일/데뷔작                   | 짝꿍 펫               | 플레이 가능한 주요 작품 | 플레이 가능한 주요 작품 | 플레이 가능한 주요 작품 | 플레이 가능한 주요 작품 | 플레이 가능한 주요 작품 | 플레이 가능한 주요 작품 | 플레이 가능한 주요 작품 | 플레이 가능한 주요 작품 |
| 이름/성우                         | 출시일/데뷔작                   | 짝꿍 펫               | 오븐브레이크 (2009)     | 쿠키런 (클래식)         | 쿠키런: 오븐브레이크    | 쿠키워즈                | 퍼즐 월드               | 킹덤                    | 마녀의 성               | 모험의 탑               |
| --------------------------------- | ------------------------------- | --------------------- | ----------------------- | ----------------------- | ----------------------- | ----------------------- | ----------------------- | ----------------------- | ----------------------- | ----------------------- |
| 용감한 쿠키 성우: 여윤미 → 양정화 | 2009년 6월 12일 오븐브레이크    | 초코방울              | 예                      | 예                      | 예                      | 예                      | 예                      | 예                      | 예                      | 예                      |
| 쿨쿨이 성우: 김서영               | 2011년 11월 11일 오븐브레이크   | -                     | 예                      |                         |                         |                         |                         |                         |                         |                         |
| 구름맛 쿠키                       | 2012년 12월 14일 오븐브레이크 2 | 구름사탕              |                         | 예                      |                         | 예                      |                         |                         |                         |                         |
| 닌자맛 쿠키 성우: 김혜성          | 2012년 12월 14일 오븐브레이크 2 | 꼬마유령              |                         | 예                      | 예                      | 예                      | 예                      | 예                      |                         | 예                      |
| 딸기맛 쿠키 성우: 윤미나          | 2012년 12월 14일 오븐브레이크 2 | 플라워콥터 ↓ 포켓딸기 |                         | 예                      | 예                      | 예                      | 예                      | 예                      | 예                      |                         |
| 명랑한 쿠키 성우: 김현지          | 2012년 12월 14일 오븐브레이크 2 | 치즈방울              |                         | 예                      | 예                      | 예                      |                         |                         | 예                      |                         |
| 버터크림초코 쿠키                 | 2012년 12월 14일 오븐브레이크 2 | 뭉치유니콘            |                         | 예                      |                         |                         |                         |                         |                         |                         |
| 산타맛 쿠키                       | 2012년 12월 14일 오븐브레이크 2 | 산타모자 산타양말     |                         | 예                      |                         |                         |                         |                         |                         |                         |

### 2013년
| 이름/성우                    | 출시일/데뷔작           | 짝꿍 펫         | 플레이 가능한 주요 작품 | 플레이 가능한 주요 작품 | 플레이 가능한 주요 작품 | 플레이 가능한 주요 작품 | 플레이 가능한 주요 작품 | 플레이 가능한 주요 작품 | 플레이 가능한 주요 작품 |
| 이름/성우                    | 출시일/데뷔작           | 짝꿍 펫         | 쿠키런 (클래식)         | 쿠키런: 오븐브레이크    | 쿠키워즈                | 퍼즐 월드               | 킹덤                    | 마녀의 성               | 모험의 탑               |
| ---------------------------- | ----------------------- | --------------- | ----------------------- | ----------------------- | ----------------------- | ----------------------- | ----------------------- | ----------------------- | ----------------------- |
| 공주맛 쿠키 성우: 김채하     | 2013년 4월 2일 쿠키런   | 공주의 장신구   | 예                      | 예                      |                         | 예                      | 예                      |                         |                         |
| 근육맛 쿠키 성우: 시영준     | 2013년 4월 2일 쿠키런   | 쌍둥이 덤벨     | 예                      | 예                      | 예                      |                         | 예                      |                         | 예                      |
| 보더맛 쿠키                  | 2013년 4월 2일 쿠키런   | 럭키다이스      | 예                      | 예                      |                         |                         |                         |                         |                         |
| 용사맛 쿠키 성우: 최승훈     | 2013년 4월 2일 쿠키런   | 용의 꼬리       | 예                      | 예                      | 예                      | 예                      | 예                      |                         |                         |
| 좀비맛 쿠키                  | 2013년 4월 2일 쿠키런   | 브레인껌        | 예                      | 예                      |                         | 예                      |                         | 예                      |                         |
| 천사맛 쿠키 성우: 조경이     | 2013년 4월 2일 쿠키런   | 천상의 별       | 예                      | 예                      | 예                      |                         | 예                      | 예                      | 예                      |
| 커피맛 쿠키                  | 2013년 4월 2일 쿠키런   | 생크림 모카커피 | 예                      |                         | 예                      |                         |                         |                         |                         |
| 쿠키앤크림 쿠키              | 2013년 4월 2일 쿠키런   | 포근실타래      | 예                      |                         |                         |                         |                         |                         |                         |
| 해적맛 쿠키                  | 2013년 4월 2일 쿠키런   | 낄낄 폭탄       | 예                      | 예                      | 예                      |                         |                         |                         |                         |
| 피겨여왕맛 쿠키              | 2013년 5월 11일 쿠키런  | 눈꽃송이        | 예                      | 예                      | 예                      |                         |                         |                         |                         |
| 히어로맛 쿠키                | 2013년 5월 11일 쿠키런  | 젤리코 큐브     | 예                      | 예                      | 예                      | 예                      |                         |                         |                         |
| 특전사맛 쿠키                | 2013년 6월 22일 쿠키런  | 건빵 보급병     | 예                      |                         |                         |                         |                         |                         |                         |
| 치어리더맛 쿠키              | 2013년 7월 12일 쿠키런  | 반짝이볼        | 예                      | 예                      | 예                      |                         |                         |                         |                         |
| 악마맛 쿠키 성우: 김서영     | 2013년 8월 30일 쿠키런  | 불꽃박쥐        | 예                      | 예                      | 예                      | 예                      | 예                      | 예                      |                         |
| 구미호맛 쿠키 성우: 이명호   | 2013년 9월 14일 쿠키런  | 여우구슬        |                         | 예                      | 예                      |                         | 예                      |                         |                         |
| 의적맛 쿠키 성우: 김주호     | 2013년 9월 14일 쿠키런  | 바람이          |                         | 예                      |                         |                         | 예                      |                         |                         |
| 마법사맛 쿠키 성우: 이현진   | 2013년 10월 19일 쿠키런 | 마법사전        | 예                      | 예                      | 예                      | 예                      | 예                      | 예                      | 예                      |
| 요정맛 쿠키                  | 2013년 11월 1일 쿠키런  | 꽃봉오리        | 예                      | 예                      | 예                      |                         |                         |                         |                         |
| 락스타맛 쿠키 성우: 이주승   | 2013년 11월 16일 쿠키런 | 스포트라이트    | 예                      | 예                      | 예                      |                         | 예                      |                         | 예                      |
| 음유시인맛 쿠키 성우: 성예원 | 2013년 12월 20일 쿠키런 | 통나무케이크    | 예                      | 예                      |                         |                         | 예                      |                         |                         |
| 체리맛 쿠키 성우: 강은애     | 2013년 12월 20일 쿠키런 | 로켓폭죽        | 예                      | 예                      | 예                      | 예                      | 예                      | 예                      | 예                      |

### 2014년
| 이름/성우                      | 출시일/데뷔작                  | 짝꿍 펫                       | 플레이 가능한 주요 작품 | 플레이 가능한 주요 작품 | 플레이 가능한 주요 작품 | 플레이 가능한 주요 작품 | 플레이 가능한 주요 작품 | 플레이 가능한 주요 작품 | 플레이 가능한 주요 작품 |
| 이름/성우                      | 출시일/데뷔작                  | 짝꿍 펫                       | 쿠키런 (클래식)         | 쿠키런: 오븐브레이크    | 쿠키워즈                | 퍼즐 월드               | 킹덤                    | 마녀의 성               | 모험의 탑               |
| ------------------------------ | ------------------------------ | ----------------------------- | ----------------------- | ----------------------- | ----------------------- | ----------------------- | ----------------------- | ----------------------- | ----------------------- |
| 눈설탕맛 쿠키 성우: 윤아영     | 2014년 1월 1일 쿠키런          | 스노우 글로브                 | 예                      | 예                      | 예                      | 예                      | 예                      | 예                      |                         |
| 핑크초코 쿠키                  | 2014년 2월 13일 쿠키런         | 핑크캔디                      | 예                      | 예                      |                         |                         |                         |                         |                         |
| 예언자맛 쿠키 성우: 한만중     | 2014년 3월 1일 쿠키런          | 보라보라 향초                 | 예                      | 예                      |                         |                         | 예                      |                         |                         |
| 피스타치오맛 쿠키 성우: 채지희 | 2014년 3월 15일 쿠키런         | 반딧불이                      | 예                      | 예                      |                         |                         |                         |                         | 예                      |
| 연금술사맛 쿠키 성우: 김선혜   | 2014년 3월 29일 쿠키런         | 코인저울 젤리저울 생명저울    | 예                      | 예                      |                         | 예                      | 예                      | 예                      | 예                      |
| 뱀파이어맛 쿠키 성우: 정재헌   | 2014년 4월 19일 쿠키런         | 참나무 주스통                 | 예                      | 예                      | 예                      |                         | 예                      | 예                      |                         |
| 풋사과맛 쿠키                  | 2014년 5월 1일 쿠키런          | 토끼사과                      | 예                      | 예                      | 예                      |                         |                         |                         |                         |
| 치즈케이크맛 쿠키              | 2014년 5월 24일 쿠키런         | 치즈뭉치 고양이 치즈펄 핸드백 | 예                      | 예                      |                         | 예                      |                         | 예                      |                         |
| 소다맛 쿠키                    | 2014년 7월 1일 쿠키런          | 조각레몬                      | 예                      | 예                      |                         | 예                      |                         |                         |                         |
| 불꽃정령 쿠키                  | 2014년 7월 31일 쿠키런         | 마그마바위 ↓ 호불호랑이       | 예                      | 예                      | 예                      | 예                      |                         |                         |                         |
| 정글전사 쿠키 성우: 이계윤     | 2014년 7월 31일 쿠키런         | 야생 고기왕                   | 예                      | 예                      | 예                      |                         | 예                      |                         |                         |
| 탐험가맛 쿠키 성우: 최재호     | 2014년 7월 31일 쿠키런         | 배낭이                        | 예                      | 예                      |                         |                         | 예                      | 예                      |                         |
| 블랙베리맛 쿠키 성우: 정혜원   | 2014년 8월 30일 쿠키런         | 집사 유령                     | 예                      | 예                      | 예                      |                         | 예                      | 예                      | 예                      |
| 키위맛 쿠키                    | 2014년 10월 1일 쿠키런         | 키위새                        | 예                      | 예                      |                         |                         |                         |                         |                         |
| 웨어울프맛 쿠키 성우: 정주원   | 2014년 10월 31일 쿠키런        | 털뭉치 멍뭉이                 | 예                      | 예                      |                         | 예                      | 예                      | 예                      | 예                      |
| 민트초코 쿠키 성우: 류승곤     | 2014년 11월 29일 쿠키런        | 미스 도레미 미스터 파솔라시   | 예                      | 예                      |                         | 예                      | 예                      | 예                      |                         |
| 코코아맛 쿠키 성우: 박신희     | 2014년 11월 29일 쿠키런        | 마시멜로 햄찌                 | 예                      | 예                      |                         | 예                      | 예                      | 예                      |                         |
| 홍고추맛 쿠키                  | 2014년 12월 18일 쿠키런 (라인) | 파프리카 샌드백               | 예                      | 예                      |                         |                         |                         |                         |                         |

### 2015년
| 이름/성우                    | 출시일/데뷔작           | 짝꿍 펫        | 플레이 가능한 주요 작품 | 플레이 가능한 주요 작품 | 플레이 가능한 주요 작품 | 플레이 가능한 주요 작품 | 플레이 가능한 주요 작품 | 플레이 가능한 주요 작품 | 플레이 가능한 주요 작품 |
| 이름/성우                    | 출시일/데뷔작           | 짝꿍 펫        | 쿠키런 (클래식)         | 쿠키런: 오븐브레이크    | 쿠키워즈                | 퍼즐 월드               | 킹덤                    | 마녀의 성               | 모험의 탑               |
| ---------------------------- | ----------------------- | -------------- | ----------------------- | ----------------------- | ----------------------- | ----------------------- | ----------------------- | ----------------------- | ----------------------- |
| 달빛술사 쿠키 성우: 박선영   | 2015년 2월 1일 쿠키런   | 별빛 드림캐쳐  | 예                      | 예                      | 예                      |                         | 예                      |                         |                         |
| 슈크림맛 쿠키 성우: 이다은   | 2015년 2월 1일 쿠키런   | 도토리 부엉이  | 예                      | 예                      |                         | 예                      | 예                      |                         |                         |
| 버블껌맛 쿠키 성우: 소연     | 2015년 2월 28일 쿠키런  | 미니 잭슨 2호  | 예                      | 예                      | 예                      |                         | 예                      |                         | 예                      |
| 벚꽃맛 쿠키 성우: 김하루     | 2015년 4월 1일 쿠키런   | 홍차 찻잔      | 예                      | 예                      | 예                      | 예                      | 예                      |                         |                         |
| 레몬맛 쿠키 성우: 박기욱     | 2015년 4월 30일 쿠키런  | 레몬 전지      | 예                      | 예                      |                         | 예                      |                         |                         | 예                      |
| 오렌지맛 쿠키                | 2015년 6월 3일 쿠키런   | 어린쥐         | 예                      | 예                      | 예                      |                         |                         |                         |                         |
| 라임맛 쿠키                  | 2015년 7월 2일 쿠키런   | 미스터 삑      | 예                      | 예                      |                         |                         |                         |                         |                         |
| 박하사탕맛 쿠키 성우: 문유정 | 2015년 8월 11일 쿠키런  | 종이배 선원    | 예                      | 예                      |                         | 예                      | 예                      |                         |                         |
| 대추맛 쿠키                  | 2015년 9월 26일 쿠키런  | 식지 않는 찻잔 | 예                      | 예                      | 예 [ g ] [ 1 ]          |                         |                         |                         |                         |
| 복숭아맛 쿠키                | 2015년 9월 26일 쿠키런  | 판다만두       | 예                      | 예                      | 예                      |                         |                         |                         | 예                      |
| 양파맛 쿠키 성우: 장미       | 2015년 10월 31일 쿠키런 | 양파 물고기    | 예                      | 예                      | 예                      | 예                      | 예                      | 예                      |                         |
| 시나몬맛 쿠키                | 2015년 11월 28일 쿠키런 | 시나몬롤 토끼  | 예                      | 예                      | 예                      | 예                      |                         |                         |                         |
| 마카롱맛 쿠키 성우: 여윤미   | 2015년 12월 17일 쿠키런 | 캐스터네츠     | 예                      | 예                      | [ h ] [ 2 ]             | 예                      | 예                      |                         |                         |
| 단팥맛 쿠키                  | 2015년 12월 30일 쿠키런 | 찹쌀 하프물범  | 예                      | 예                      |                         |                         |                         |                         |                         |

### 2016년
| 이름/성우                    | 출시일/데뷔작                        | 짝꿍 펫         | 플레이 가능한 주요 작품 | 플레이 가능한 주요 작품 | 플레이 가능한 주요 작품 | 플레이 가능한 주요 작품 | 플레이 가능한 주요 작품 | 플레이 가능한 주요 작품 | 플레이 가능한 주요 작품 |
| 이름/성우                    | 출시일/데뷔작                        | 짝꿍 펫         | 쿠키런 (클래식)         | 쿠키런: 오븐브레이크    | 쿠키워즈                | 퍼즐 월드               | 킹덤                    | 마녀의 성               | 모험의 탑               |
| ---------------------------- | ------------------------------------ | --------------- | ----------------------- | ----------------------- | ----------------------- | ----------------------- | ----------------------- | ----------------------- | ----------------------- |
| 화이트초코 쿠키              | 2016년 1월 29일 쿠키런               | 회중시계 심판   | 예                      | 예                      |                         | 예                      |                         |                         |                         |
| 허브맛 쿠키 성우: 심규혁     | 2016년 3월 1일 쿠키런                | 허브티팟        | 예                      | 예                      |                         | 예                      | 예                      | 예                      |                         |
| 다이노사워 쿠키              | 2016년 4월 4일 쿠키런                | 팝핑 용알       | 예                      | 예                      |                         | 예                      |                         |                         |                         |
| 바다요정 쿠키 성우: 문선희   | 2016년 4월 4일 쿠키런                | 파도방울        | 예                      | 예                      | 예                      | 예                      | 예                      |                         |                         |
| 솜사탕맛 쿠키                | 2016년 4월 29일 쿠키런               | 솜사탕 비둘기   | 예                      | 예                      | 예                      | 예                      |                         |                         |                         |
| 롤케이크맛 쿠키              | 2016년 5월 31일 쿠키런               | 라이트 형제     | 예                      | 예                      |                         |                         |                         |                         |                         |
| 바나나맛 쿠키                | 2016년 7월 1일 쿠키런                | 사바나나 사자   | 예                      | 예                      |                         | 예                      |                         |                         |                         |
| 바람궁수 쿠키 성우: 손수호   | 2016년 8월 17일 쿠키런               | 풀잎개비        | 예                      | 예                      | 예                      | 예                      | 예                      |                         |                         |
| 팬케이크맛 쿠키 성우: 여민정 | 2016년 8월 17일 쿠키런               | 팬케이크 원반   | 예                      | 예                      | 예                      |                         | 예                      |                         |                         |
| 달토끼맛 쿠키 성우: 유영     | 2016년 9월 13일 쿠키런               | 달절구          | 예                      | 예                      | 예                      |                         | 예                      |                         |                         |
| 다크초코 쿠키 성우: 최원형   | 2016년 9월 27일 쿠키런: 오븐브레이크 | 영혼 투구       |                         | 예                      |                         |                         | 예                      |                         | 예                      |
| 에일리언 도넛 성우: 김채린   | 2016년 9월 27일 쿠키런: 오븐브레이크 | 스페이스 미니볼 |                         | 예                      | 예                      |                         | 예                      |                         |                         |
| 요가맛 쿠키                  | 2016년 9월 27일 쿠키런: 오븐브레이크 | 샌드형 스피커   |                         | 예                      |                         | 예                      |                         |                         |                         |
| 파일럿맛 쿠키                | 2016년 9월 27일 쿠키런: 오븐브레이크 | 구름 펠리칸     |                         | 예                      |                         |                         |                         |                         |                         |
| 팝콘맛 쿠키                  | 2016년 9월 27일 쿠키런: 오븐브레이크 | 까칠한 토마토   |                         | 예                      |                         | 예                      |                         |                         |                         |

### 2017년~2018년
| 이름/성우                      | 출시일/데뷔작                         | 짝꿍 펫          | 플레이 가능한 주요 작품 | 플레이 가능한 주요 작품 | 플레이 가능한 주요 작품 | 플레이 가능한 주요 작품 | 플레이 가능한 주요 작품 | 플레이 가능한 주요 작품 | 플레이 가능한 주요 작품 |
| 이름/성우                      | 출시일/데뷔작                         | 짝꿍 펫          | 쿠키런 (클래식)         | 쿠키런: 오븐브레이크    | 쿠키워즈                | 퍼즐 월드               | 킹덤                    | 마녀의 성               | 모험의 탑               |
| ------------------------------ | ------------------------------------- | ---------------- | ----------------------- | ----------------------- | ----------------------- | ----------------------- | ----------------------- | ----------------------- | ----------------------- |
| 닥터 와사비 쿠키               | 2017년 5월 1일 쿠키런: 오븐브레이크   | 와사비 문어      |                         | 예                      |                         | 예                      |                         |                         |                         |
| 머스터드맛 쿠키                | 2017년 5월 1일 쿠키런: 오븐브레이크   | 핫도그도그       |                         | 예                      |                         |                         |                         |                         |                         |
| 어둠마녀 쿠키 성우: 남유정     | 2017년 8월 30일 쿠키런: 오븐브레이크  | 영원한 어둠의 눈 |                         | 예                      |                         |                         |                         |                         |                         |
| 말차맛 쿠키 성우: 차영희       | 2017년 10월 26일 쿠키런: 오븐브레이크 | 녹차티백         |                         | 예                      |                         |                         | 예                      |                         |                         |
| 스파클링맛 쿠키 성우: 김영선   | 2017년 12월 20일 쿠키런: 오븐브레이크 | 보타이보틀       |                         | 예                      |                         |                         | 예                      | 예                      |                         |
| 아이스캔디맛 쿠키              | 2018년 1월 30일 쿠키런: 오븐브레이크  | 톡톡캔디통       |                         | 예                      |                         |                         |                         |                         |                         |
| 아보카도맛 쿠키 성우: 이선주   | 2018년 2월 27일 쿠키런: 오븐브레이크  | 아보카포         |                         | 예                      |                         | 예                      | 예                      | 예                      |                         |
| 휘핑크림맛 쿠키                | 2018년 3월 27일 쿠키런: 오븐브레이크  | 크림로즈         |                         | 예                      |                         | 예                      |                         |                         |                         |
| 칠리맛 쿠키 성우: 윤은서       | 2018년 5월 29일 쿠키런: 오븐브레이크  | 배드페퍼         |                         | 예                      |                         |                         | 예                      |                         | 예                      |
| 자몽맛 쿠키                    | 2018년 6월 27일 쿠키런: 오븐브레이크  | 자몽텀블러       |                         | 예                      |                         |                         |                         |                         |                         |
| 소금맛 쿠키                    | 2018년 7월 27일 쿠키런: 오븐브레이크  | 고무튜브         |                         | 예                      |                         |                         |                         |                         |                         |
| 오징어먹물맛 쿠키 성우: 장예나 | 2018년 8월 31일 쿠키런: 오븐브레이크  | 방울문어         |                         | 예                      |                         | 예                      | 예                      |                         |                         |
| 석류맛 쿠키 성우: 배정미       | 2018년 9월 28일 쿠키런: 오븐브레이크  | 루비 석류        |                         | 예                      |                         |                         | 예                      |                         |                         |
| 천년나무 쿠키                  | 2018년 10월 8일 쿠키런: 오븐브레이크  | 천년옥사슴       |                         | 예                      |                         |                         |                         |                         |                         |
| 디제이맛 쿠키                  | 2018년 10월 25일 쿠키런: 오븐브레이크 | 젤리패드         |                         | 예                      |                         | 예                      |                         |                         |                         |
| 에너지드링크맛 쿠키            | 2018년 10월 29일 쿠키워즈             | 크로커 니퍼      |                         |                         | 예                      |                         |                         |                         |                         |
| 마시멜로맛 쿠키                | 2018년 12월 19일 쿠키런: 오븐브레이크 | 꼬꼬마 아코디언  |                         | 예                      |                         |                         |                         |                         |                         |

### 2019년
| 이름/성우                      | 출시일/데뷔작                         | 짝꿍 펫           | 플레이 가능한 주요 작품 | 플레이 가능한 주요 작품 | 플레이 가능한 주요 작품 | 플레이 가능한 주요 작품 | 플레이 가능한 주요 작품 | 플레이 가능한 주요 작품 |
| 이름/성우                      | 출시일/데뷔작                         | 짝꿍 펫           | 쿠키런 (클래식)         | 쿠키런: 오븐브레이크    | 퍼즐 월드               | 킹덤                    | 마녀의 성               | 모험의 탑               |
| ------------------------------ | ------------------------------------- | ----------------- | ----------------------- | ----------------------- | ----------------------- | ----------------------- | ----------------------- | ----------------------- |
| 무화과맛 쿠키 성우: 김윤채     | 2019년 1월 31일 쿠키런: 오븐브레이크  | 열매사슴          |                         | 예                      |                         | 예                      |                         |                         |
| 당근맛 쿠키 성우: 손선영       | 2019년 2월 27일 쿠키런: 오븐브레이크  | 당근케이크 토끼   |                         | 예                      |                         | 예                      |                         |                         |
| 비트맛 쿠키 성우: 곽규미       | 2019년 3월 13일 쿠키런: 오븐브레이크  | 새싹 비트         |                         | 예                      |                         | 예                      |                         |                         |
| 자색고구마맛 쿠키 성우: 민승우 | 2019년 3월 28일 쿠키런: 오븐브레이크  | 화나구마          |                         | 예                      |                         | 예                      |                         |                         |
| 우유맛 쿠키 성우: 신용우       | 2019년 4월 19일 쿠키런: 오븐브레이크  | 우유보틀 엔젤     |                         | 예                      | 예                      | 예                      |                         |                         |
| 이온맛 쿠키로봇                | 2019년 4월 29일 쿠키런: 오븐브레이크  | 곰돌이온          |                         | 예                      |                         |                         |                         |                         |
| 사이보그맛 쿠키                | 2019년 5월 15일 쿠키런: 오븐브레이크  | BB 건전지         |                         | 예                      |                         |                         |                         |                         |
| 자두맛 쿠키                    | 2019년 6월 28일 쿠키런: 오븐브레이크  | 사부 건자두       |                         | 예                      |                         |                         |                         |                         |
| 요거트크림맛 쿠키 성우: 장서화 | 2019년 7월 30일 쿠키런: 오븐브레이크  | 요술램프          |                         | 예                      |                         |                         |                         |                         |
| 호두맛 쿠키                    | 2019년 8월 28일 쿠키런: 오븐브레이크  | 조수 테디         |                         | 예                      | 예                      |                         |                         |                         |
| 괴도맛 쿠키                    | 2019년 9월 11일 쿠키런: 오븐브레이크  | 치즈크럼블 고양이 |                         | 예                      | 예                      |                         |                         |                         |
| 마라맛 쿠키                    | 2019년 9월 26일 쿠키런: 오븐브레이크  | 막지마라          |                         | 예                      | 예                      |                         | 예                      |                         |
| 용과 드래곤 쿠키 성우: 양석정  | 2019년 10월 11일 쿠키런: 오븐브레이크 | 용과리 용과화룡검 |                         | 예                      |                         | 예                      |                         |                         |
| 생일케이크맛 쿠키              | 2019년 10월 24일 쿠키런: 오븐브레이크 | 파티풍선          |                         | 예                      |                         |                         |                         |                         |
| 폭죽맛 쿠키                    | 2019년 11월 11일 쿠키런: 오븐브레이크 | 뿅뿅게임기        |                         | 예                      |                         |                         |                         |                         |
| 밤톨맛 쿠키 성우: 이은조       | 2019년 11월 26일 쿠키런: 오븐브레이크 | 왕밤도치          |                         | 예                      |                         |                         |                         |                         |
| 푸딩맛 쿠키                    | 2019년 12월 10일 쿠키런: 오븐브레이크 | 루돌프벨          |                         | 예                      | 예                      |                         |                         |                         |

### 2020년
| 이름/성우                         | 출시일/데뷔작                         | 짝꿍 펫                    | 플레이 가능한 주요 작품 | 플레이 가능한 주요 작품 | 플레이 가능한 주요 작품 | 플레이 가능한 주요 작품 | 플레이 가능한 주요 작품 | 플레이 가능한 주요 작품 |
| 이름/성우                         | 출시일/데뷔작                         | 짝꿍 펫                    | 쿠키런 (클래식)         | 쿠키런: 오븐브레이크    | 퍼즐 월드               | 킹덤                    | 마녀의 성               | 모험의 탑               |
| --------------------------------- | ------------------------------------- | -------------------------- | ----------------------- | ----------------------- | ----------------------- | ----------------------- | ----------------------- | ----------------------- |
| 블루파이맛 쿠키                   | 2020년 1월 16일 쿠키런: 오븐브레이크  | 앤틱북마크                 |                         | 예                      |                         | 예                      |                         |                         |
| 라즈베리 무스맛 쿠키 성우: 김다올 | 2020년 1월 30일 쿠키런: 오븐브레이크  | 푸들베리                   |                         | 예                      |                         |                         |                         |                         |
| 장미맛 쿠키                       | 2020년 2월 13일 쿠키런: 오븐브레이크  | 블러디로즈                 |                         | 예                      |                         |                         |                         |                         |
| 시금치맛 쿠키                     | 2020년 2월 27일 쿠키런: 오븐브레이크  | 완두벌레                   |                         | 예                      |                         |                         |                         |                         |
| 샌드위치맛 쿠키                   | 2020년 3월 12일 쿠키런: 오븐브레이크  | 오이샌드                   |                         | 예                      |                         |                         |                         |                         |
| 망고맛 쿠키 성우: 정유미          | 2020년 3월 27일 쿠키런: 오븐브레이크  | 망고부리새                 |                         | 예                      |                         | 예                      |                         |                         |
| 파인 드래곤 쿠키                  | 2020년 4월 16일 쿠키런: 오븐브레이크  | 파인 여우원숭이 황금방패룡 |                         | 예                      |                         |                         |                         |                         |
| 아티초크맛 쿠키                   | 2020년 4월 22일 쿠키런: 퍼즐 월드     | 둠둠가오리                 |                         |                         | 예                      |                         |                         |                         |
| 크림 유니콘 쿠키 성우: 이경태     | 2020년 5월 14일 쿠키런: 오븐브레이크  | 머랭뿔                     |                         | 예                      |                         | 예                      | 예                      |                         |
| 대파맛 쿠키                       | 2020년 6월 18일 쿠키런: 오븐브레이크  | 죽순대감                   |                         | 예                      |                         |                         |                         |                         |
| 캡틴 아이스 쿠키                  | 2020년 6월 30일 쿠키런: 오븐브레이크  | 세일러닻                   |                         | 예                      |                         |                         |                         |                         |
| 샤벳상어맛 쿠키 성우: 이새벽      | 2020년 7월 16일 쿠키런: 오븐브레이크  | 해적 휠리엄                |                         | 예                      |                         | 예                      |                         |                         |
| 랍스터맛 쿠키                     | 2020년 7월 28일 쿠키런: 오븐브레이크  | 집게초롱                   |                         | 예                      |                         |                         |                         |                         |
| 피냐타맛 쿠키                     | 2020년 7월 30일 쿠키런: 퍼즐 월드     | 까르르 캔디                |                         |                         | 예                      |                         |                         |                         |
| 모카가오리맛 쿠키 성우: 전해리    | 2020년 8월 18일 쿠키런: 오븐브레이크  | 등불해파리                 |                         | 예                      |                         |                         |                         |                         |
| 트러플맛 쿠키                     | 2020년 8월 28일 쿠키런: 오븐브레이크  | 반짇고치                   |                         | 예                      |                         |                         |                         |                         |
| 메론빵맛 쿠키                     | 2020년 9월 28일 쿠키런: 오븐브레이크  | 멜롱두더지                 |                         | 예                      |                         |                         |                         |                         |
| 고블린맛 쿠키                     | 2020년 10월 14일 쿠키런: 오븐브레이크 | 우걱우걱 상자              |                         | 예                      |                         |                         |                         |                         |
| 크루아상맛 쿠키                   | 2020년 10월 23일 쿠키런: 오븐브레이크 | 꽃니바퀴 무한바퀴          |                         | 예                      |                         |                         |                         |                         |
| 시간지기 쿠키                     | 2020년 11월 13일 쿠키런: 오븐브레이크 | 꽃니바퀴 무한바퀴          |                         | 예                      |                         |                         |                         |                         |
| 팝핑 캔디맛 쿠키                  | 2020년 11월 26일 쿠키런: 오븐브레이크 | 엔젤팝봉                   |                         | 예                      |                         |                         |                         |                         |
| 샤이닝글리터맛 쿠키 성우: 이용신  | 2020년 12월 18일 쿠키런: 오븐브레이크 | 프로듀서 마이크            |                         | 예                      |                         | 예                      |                         |                         |
| 체스블랙 쿠키                     | 2020년 12월 31일 쿠키런: 오븐브레이크 | 누가캔디 나이트            |                         | 예                      |                         |                         |                         |                         |
| 체스화이트 쿠키                   | 2020년 12월 31일 쿠키런: 오븐브레이크 | 누가캔디 나이트            |                         | 예                      |                         |                         |                         |                         |

### 2021년
| 이름/성우                        | 출시일/데뷔작                         | 짝꿍 펫           | 플레이 가능한 주요 작품 | 플레이 가능한 주요 작품 | 플레이 가능한 주요 작품 | 플레이 가능한 주요 작품 | 플레이 가능한 주요 작품 |
| 이름/성우                        | 출시일/데뷔작                         | 짝꿍 펫           | 쿠키런 (클래식)         | 쿠키런: 오븐브레이크    | 킹덤                    | 마녀의 성               | 모험의 탑               |
| -------------------------------- | ------------------------------------- | ----------------- | ----------------------- | ----------------------- | ----------------------- | ----------------------- | ----------------------- |
| 얼그레이맛 쿠키                  | 2021년 1월 19일 쿠키런: 오븐브레이크  | 찻잔받침          |                         | 예                      |                         |                         |                         |
| 감초맛 쿠키 성우: 엄상현         | 2021년 1월 21일 쿠키런: 킹덤          | 뱃냥이            |                         | 예                      | 예                      |                         |                         |
| 독버섯맛 쿠키 성우: 김율         | 2021년 1월 21일 쿠키런: 킹덤          | 개굴버섯구리      |                         | 예                      | 예                      |                         |                         |
| 마들렌맛 쿠키 성우: 남도형       | 2021년 1월 21일 쿠키런: 킹덤          | -                 |                         |                         | 예                      |                         |                         |
| 에스프레소맛 쿠키 성우: 박요한   | 2021년 1월 21일 쿠키런: 킹덤          | -                 |                         |                         | 예                      |                         |                         |
| 커스터드 3세맛 쿠키 성우: 이자명 | 2021년 1월 21일 쿠키런: 킹덤          | -                 |                         |                         | 예                      |                         |                         |
| 클로버맛 쿠키 성우: 김명준       | 2021년 1월 21일 쿠키런: 킹덤          | -                 |                         |                         | 예                      |                         |                         |
| 호밀맛 쿠키 성우: 김나율         | 2021년 1월 21일 쿠키런: 킹덤          | -                 |                         |                         | 예                      |                         | 예                      |
| 메이플랫서팬더 쿠키              | 2021년 1월 28일 쿠키런: 오븐브레이크  | 퓨어크림          |                         | 예                      |                         |                         |                         |
| 버터쉘여우 쿠키                  | 2021년 1월 28일 쿠키런: 오븐브레이크  | 퓨어크림          |                         | 예                      |                         |                         |                         |
| 초코링사자 쿠키                  | 2021년 1월 28일 쿠키런: 오븐브레이크  | 퓨어크림          |                         | 예                      |                         |                         |                         |
| 츄러스맛 쿠키                    | 2021년 2월 18일 쿠키런: 오븐브레이크  | 꿈츄리            |                         | 예                      |                         |                         |                         |
| 구슬아이스맛 쿠키                | 2021년 2월 26일 쿠키런: 오븐브레이크  | 구슬마술컵        |                         | 예                      |                         |                         |                         |
| 라떼맛 쿠키 성우: 강시현         | 2021년 3월 6일 쿠키런: 킹덤           | -                 |                         |                         | 예                      |                         |                         |
| 아몬드맛 쿠키 성우: 성완경       | 2021년 3월 18일 쿠키런: 킹덤          | 초코고양이 네로   |                         | 예                      | 예                      |                         |                         |
| 스타후르츠맛 쿠키                | 2021년 3월 26일 쿠키런: 오븐브레이크  | 꿀잠양            |                         | 예                      |                         |                         |                         |
| 블랙레이즌맛 쿠키 성우: 김보나   | 2021년 4월 8일 쿠키런: 킹덤           | -                 |                         |                         | 예                      |                         |                         |
| 퓨어바닐라 쿠키 성우: 김예림     | 2021년 4월 8일 쿠키런: 킹덤           | -                 |                         |                         | 예                      |                         |                         |
| 딸기크레페맛 쿠키 성우: 이지현   | 2021년 4월 23일 쿠키런: 킹덤          | -                 |                         |                         | 예                      | 예                      |                         |
| 파프리카맛 쿠키                  | 2021년 4월 27일 쿠키런: 오븐브레이크  | 프리프리봇        |                         | 예                      |                         |                         |                         |
| 페스츄리맛 쿠키 성우: 우정신     | 2021년 5월 13일 쿠키런: 킹덤          | -                 |                         |                         | 예                      |                         |                         |
| 알로에맛 쿠키                    | 2021년 5월 18일 쿠키런: 오븐브레이크  | 알로드론          |                         | 예                      |                         |                         |                         |
| 버터프레첼맛 쿠키                | 2021년 5월 28일 쿠키런: 오븐브레이크  | 버터레용          |                         | 예                      |                         |                         |                         |
| 벨벳케이크맛 쿠키 성우: 표영재   | 2021년 5월 28일 쿠키런: 킹덤          | -                 |                         |                         | 예                      |                         |                         |
| 라일락맛 쿠키 성우: 이상호       | 2021년 6월 29일 쿠키런: 오븐브레이크  | 팔랑일락          |                         | 예                      | 예                      |                         |                         |
| 전갈맛 쿠키                      | 2021년 7월 15일 쿠키런: 오븐브레이크  | 눈물독독병        |                         | 예                      |                         |                         |                         |
| 더덕꽃맛 쿠키                    | 2021년 7월 29일 쿠키런: 오븐브레이크  | 꾸러기약          |                         | 예                      |                         |                         |                         |
| 인삼맛 쿠키                      | 2021년 8월 13일 쿠키런: 오븐브레이크  | 인삼이라지        |                         | 예                      |                         |                         |                         |
| 파르페맛 쿠키 성우: 박지윤       | 2021년 8월 17일 쿠키런: 킹덤          | -                 |                         |                         | 예                      |                         |                         |
| 수국맛 쿠키                      | 2021년 8월 26일 쿠키런: 오븐브레이크  | 꽃개구리          |                         | 예                      |                         |                         |                         |
| 라즈베리맛 쿠키 성우: 이지영     | 2021년 9월 2일 쿠키런: 킹덤           | -                 |                         |                         | 예                      |                         |                         |
| 홀리베리 쿠키 성우: 이새아       | 2021년 9월 2일 쿠키런: 킹덤           | -                 |                         |                         | 예                      |                         |                         |
| 백련 드래곤 쿠키                 | 2021년 9월 13일 쿠키런: 오븐브레이크  | 연근이 연꽃비늘룡 |                         | 예                      |                         |                         |                         |
| 사워벨트맛 쿠키                  | 2021년 9월 29일 쿠키런: 오븐브레이크  | 파우치사우르스    |                         | 예                      |                         |                         |                         |
| 트위즐젤리맛 쿠키 성우: 이명희   | 2021년 10월 8일 쿠키런: 킹덤          | -                 |                         |                         | 예                      |                         |                         |
| 쇼콜라봉봉맛 쿠키                | 2021년 10월 14일 쿠키런: 오븐브레이크 | 봉봉버드          |                         | 예                      |                         |                         |                         |
| 앰버슈가맛 쿠키                  | 2021년 10월 26일 쿠키런: 오븐브레이크 | 벌꿀벌            |                         | 예                      |                         |                         |                         |
| 펌킨파이맛 쿠키 성우: 김가령     | 2021년 10월 28일 쿠키런: 킹덤         | -                 |                         |                         | 예                      |                         |                         |
| 슈가글라스맛 쿠키 성우: 신나리   | 2021년 11월 12일 쿠키런: 오븐브레이크 | 슈가딜라이트      |                         | 예                      |                         |                         |                         |
| 목화맛 쿠키 성우: 한신정         | 2021년 11월 18일 쿠키런: 킹덤         | -                 |                         |                         | 예                      |                         |                         |
| 서리여왕 쿠키 성우: 전숙경       | 2021년 11월 18일 쿠키런: 킹덤         | -                 |                         |                         | 예                      |                         |                         |
| 에그노그맛 쿠키                  | 2021년 11월 26일 쿠키런: 오븐브레이크 | 산타모자          |                         | 예                      |                         |                         |                         |
| 티라미수맛 쿠키                  | 2021년 12월 14일 쿠키런: 오븐브레이크 | 랜턴컵 티라미수   |                         | 예                      |                         |                         |                         |
| 스트링젤리맛 쿠키                | 2021년 12월 31일 쿠키런: 오븐브레이크 | 스마일 탐지기     |                         | 예                      |                         |                         |                         |

### 2022년
| 이름/성우                       | 출시일/데뷔작                         | 짝꿍 펫         | 플레이 가능한 주요 작품 | 플레이 가능한 주요 작품 | 플레이 가능한 주요 작품 | 플레이 가능한 주요 작품 | 플레이 가능한 주요 작품 |
| 이름/성우                       | 출시일/데뷔작                         | 짝꿍 펫         | 쿠키런 (클래식)         | 쿠키런: 오븐브레이크    | 킹덤                    | 마녀의 성               | 모험의 탑               |
| ------------------------------- | ------------------------------------- | --------------- | ----------------------- | ----------------------- | ----------------------- | ----------------------- | ----------------------- |
| 실론나이트 쿠키 성우: 최한      | 2022년 1월 19일 쿠키런: 킹덤          | -               |                         |                         | 예                      |                         |                         |
| 에클레어맛 쿠키 성우: 석승훈    | 2022년 1월 19일 쿠키런: 킹덤          | -               |                         |                         | 예                      |                         |                         |
| 밀랍맛 쿠키                     | 2022년 1월 27일 쿠키런: 오븐브레이크  | 실링베어        |                         | 예                      |                         |                         |                         |
| 크로우베리맛 쿠키               | 2022년 2월 14일 쿠키런: 오븐브레이크  | 새알브로치      |                         | 예                      |                         |                         |                         |
| 다크카카오 쿠키 성우: 정승욱    | 2022년 2월 24일 쿠키런: 킹덤          | -               |                         |                         | 예                      |                         |                         |
| 아포가토맛 쿠키 성우: 김현욱    | 2022년 2월 24일 쿠키런: 킹덤          | -               |                         |                         | 예                      |                         |                         |
| 닥터 뼈다귀 쿠키                | 2022년 2월 28일 쿠키런: 오븐브레이크  | 두근두근 모니터 |                         | 예                      |                         |                         |                         |
| 피자맛 쿠키                     | 2022년 3월 15일 쿠키런: 오븐브레이크  | 피자핫 소스     |                         | 예                      |                         |                         |                         |
| 흑당맛 쿠키 성우: 박리나        | 2022년 3월 25일 쿠키런: 킹덤          | -               |                         |                         | 예                      |                         |                         |
| 람부탄맛 쿠키                   | 2022년 3월 29일 쿠키런: 오븐브레이크  | 복슬이람        |                         | 예                      |                         |                         |                         |
| 리치 드래곤 쿠키                | 2022년 4월 15일 쿠키런: 오븐브레이크  | 파닥눈이        |                         | 예                      |                         |                         |                         |
| 앵두맛 쿠키                     | 2022년 4월 27일 쿠키런: 오븐브레이크  | 오동통통볼      |                         | 예                      |                         |                         |                         |
| 와일드베리맛 쿠키 성우: 한복현  | 2022년 5월 3일 쿠키런: 킹덤           | -               |                         |                         | 예                      |                         |                         |
| 클로티드 크림 쿠키 성우: 김지율 | 2022년 5월 3일 쿠키런: 킹덤           | -               |                         |                         | 예                      |                         |                         |
| 초코볼맛 쿠키                   | 2022년 5월 13일 쿠키런: 오븐브레이크  | 슈퍼파워 드링크 |                         | 예                      |                         |                         |                         |
| 페페론치노맛 쿠키               | 2022년 5월 27일 쿠키런: 오븐브레이크  | 용암전갈        |                         | 예                      |                         |                         |                         |
| 크런치초코칩 쿠키 성우: 권창욱  | 2022년 5월 27일 쿠키런: 킹덤          | -               |                         |                         | 예                      |                         |                         |
| 콜리플라워맛 쿠키               | 2022년 6월 14일 쿠키런: 오븐브레이크  | 콜리콜리        |                         | 예                      |                         |                         |                         |
| 오이스터맛 쿠키 성우: 이선      | 2022년 6월 14일 쿠키런: 킹덤          | -               |                         |                         | 예                      |                         |                         |
| 스네이크후르츠맛 쿠키           | 2022년 6월 28일 쿠키런: 오븐브레이크  | 비늘부채        |                         | 예                      |                         |                         |                         |
| 휘낭시에맛 쿠키 성우: 사문영    | 2022년 7월 7일 쿠키런: 킹덤           | -               |                         |                         | 예                      |                         |                         |
| 용안 드래곤 쿠키                | 2022년 7월 14일 쿠키런: 오븐브레이크  | 용란조개        |                         | 예                      |                         |                         |                         |
| 흑마늘맛 쿠키                   | 2022년 7월 28일 쿠키런: 오븐브레이크  | 소원인형        |                         | 예                      |                         |                         |                         |
| 화이트고스트맛 쿠키             | 2022년 8월 12일 쿠키런: 오븐브레이크  | 쨍강거울        |                         | 예                      |                         |                         |                         |
| 매작과맛 쿠키                   | 2022년 8월 29일 쿠키런: 오븐브레이크  | 약과 찹사리     |                         | 예                      |                         |                         |                         |
| 블랙펄 쿠키 성우: 방연지        | 2022년 9월 6일 쿠키런: 킹덤           | -               |                         |                         | 예                      |                         |                         |
| 캡틴 캐비어맛 쿠키 성우: 김동현 | 2022년 9월 6일 쿠키런: 킹덤           | -               |                         |                         | 예                      |                         |                         |
| 지초맛 쿠키                     | 2022년 9월 27일 쿠키런: 오븐브레이크  | 풀무늬다람쥐    |                         | 예                      |                         |                         |                         |
| 검볼다이버맛 쿠키               | 2022년 9월 27일 쿠키런: 킹덤          | -               |                         |                         | 예                      |                         |                         |
| 찰스 성우: 박요한               | 2022년 10월 13일 쿠키런: 킹덤         | -               |                         |                         | 예                      |                         |                         |
| 난초맛 쿠키                     | 2022년 10월 27일 쿠키런: 오븐브레이크 | 난초사마귀      |                         | 예                      |                         |                         |                         |
| 롤리팝맛 쿠키                   | 2022년 11월 29일 쿠키런: 오븐브레이크 | 신사쥐          |                         | 예                      |                         |                         |                         |
| 소르베맛 쿠키 성우: 지미애      | 2022년 11월 30일 쿠키런: 킹덤         | -               |                         |                         | 예                      |                         |                         |
| 버터베어맛 쿠키                 | 2022년 12월 15일 쿠키런: 오븐브레이크 | 산타양말        |                         | 예                      |                         |                         |                         |
| 솔방울맛 쿠키 성우: 김아롱      | 2022년 12월 15일 쿠키런: 킹덤         | -               |                         |                         | 예                      |                         |                         |
| 커피캔디맛 쿠키                 | 2022년 12월 31일 쿠키런: 오븐브레이크 | 왈칵잉크        |                         | 예                      |                         |                         |                         |

### 2023년
| 이름/성우                          | 출시일/데뷔작                         | 짝꿍 펫      | 플레이 가능한 주요 작품 | 플레이 가능한 주요 작품 | 플레이 가능한 주요 작품 | 플레이 가능한 주요 작품 | 플레이 가능한 주요 작품 |
| 이름/성우                          | 출시일/데뷔작                         | 짝꿍 펫      | 쿠키런 (클래식)         | 쿠키런: 오븐브레이크    | 킹덤                    | 마녀의 성               | 모험의 탑               |
| ---------------------------------- | ------------------------------------- | ------------ | ----------------------- | ----------------------- | ----------------------- | ----------------------- | ----------------------- |
| 바게트맛 쿠키                      | 2023년 1월 13일 쿠키런: 오븐브레이크  | 펜이로소이다 |                         | 예                      |                         |                         |                         |
| 밀키웨이맛 쿠키 성우: 박시윤       | 2023년 1월 19일 쿠키런: 킹덤          | -            |                         |                         | 예                      | 예                      |                         |
| 하바네로맛 쿠키                    | 2023년 2월 13일 쿠키런: 오븐브레이크  | 맵새         |                         | 예                      |                         |                         |                         |
| 파스텔머랭맛 쿠키                  | 2023년 2월 28일 쿠키런: 오븐브레이크  | 크림티즈     |                         | 예                      |                         |                         |                         |
| 스타더스트 쿠키 성우: 강호철       | 2023년 3월 9일 쿠키런: 킹덤           | -            |                         |                         | 예                      | 예                      |                         |
| 커런트크림맛 쿠키                  | 2023년 3월 14일 쿠키런: 오븐브레이크  | 블랙핀도치   |                         | 예                      |                         |                         |                         |
| 센티피드맛 쿠키                    | 2023년 3월 29일 쿠키런: 오븐브레이크  | 보물병       |                         | 예                      |                         |                         |                         |
| 캡사이신맛 쿠키 성우: 임채빈       | 2023년 3월 30일 쿠키런: 킹덤          | -            |                         |                         | 예                      |                         |                         |
| 푸룬주스맛 쿠키 성우: 김민주       | 2023년 3월 30일 쿠키런: 킹덤          | -            |                         |                         | 예                      |                         |                         |
| 블랙페퍼맛 쿠키                    | 2023년 4월 12일 쿠키런: 오븐브레이크  | 후추통갈이   |                         | 예                      |                         |                         |                         |
| 퀸아망맛 쿠키 성우: 방시우         | 2023년 4월 20일 쿠키런: 킹덤          | -            |                         |                         | 예                      |                         |                         |
| 물망초 다이노 쿠키                 | 2023년 5월 12일 쿠키런: 오븐브레이크  | 별꽃피쉬     |                         | 예                      |                         |                         |                         |
| 로얄마가린맛 쿠키 성우: 홍승효     | 2023년 5월 18일 쿠키런: 킹덤          | -            |                         |                         | 예                      |                         |                         |
| 감자맛 쿠키                        | 2023년 5월 30일 쿠키런: 오븐브레이크  | 씨앗이       |                         | 예                      |                         |                         |                         |
| 스냅 드래곤 쿠키 성우: 강새봄      | 2023년 6월 8일 쿠키런: 킹덤           | -            |                         |                         |                         |                         |                         |
| 타르트타탕맛 쿠키 성우: 이소영     | 2023년 6월 8일 쿠키런: 킹덤           | -            |                         |                         | 예                      |                         |                         |
| 샤인머스캣맛 쿠키                  | 2023년 6월 14일 쿠키런: 오븐브레이크  | 디렉터 큐    |                         | 예                      |                         |                         |                         |
| 전기장어맛 쿠키                    | 2023년 6월 27일 쿠키런: 오븐브레이크  | 번개장어     |                         | 예                      |                         |                         |                         |
| 심해군주 쿠키                      | 2023년 7월 13일 쿠키런: 오븐브레이크  | 가시고기     |                         | 예                      |                         |                         |                         |
| 블랙레모네이드맛 쿠키 성우: 김도영 | 2023년 7월 21일 쿠키런: 킹덤          | -            |                         |                         | 예                      |                         |                         |
| 랑그드샤맛 쿠키                    | 2023년 7월 28일 쿠키런: 오븐브레이크  | 사건파일     |                         | 예                      |                         |                         |                         |
| 카푸치노맛 쿠키                    | 2023년 8월 11일 쿠키런: 오븐브레이크  | 카프림치노   |                         | 예                      |                         |                         |                         |
| 옥춘맛 쿠키                        | 2023년 8월 29일 쿠키런: 오븐브레이크  | 색동주머니   |                         | 예                      |                         |                         |                         |
| 크림슨코랄 쿠키 성우: 김현심       | 2023년 8월 30일 쿠키런: 킹덤          | -            |                         |                         | 예                      |                         |                         |
| 프릴해파리맛 쿠키 성우: 이보희     | 2023년 9월 8일 쿠키런: 킹덤           | -            |                         |                         | 예                      |                         |                         |
| 김맛 쿠키                          | 2023년 9월 12일 쿠키런: 오븐브레이크  | 깨비불       |                         | 예                      |                         |                         |                         |
| 블루슬러시맛 쿠키                  | 2023년 9월 26일 쿠키런: 오븐브레이크  | 얼음과자새   |                         | 예                      |                         |                         |                         |
| 골드치즈 쿠키 성우: 김연우         | 2023년 9월 26일 쿠키런: 킹덤          | -            |                         |                         | 예                      |                         |                         |
| 바스크치즈맛 쿠키 성우: 박민기     | 2023년 9월 26일 쿠키런: 킹덤          | -            |                         |                         | 예                      |                         |                         |
| 설탕백조 쿠키                      | 2023년 10월 12일 쿠키런: 오븐브레이크 | 각설탕엔젤   |                         | 예                      |                         |                         |                         |
| 페투치니맛 쿠키 성우: 류지아       | 2023년 10월 19일 쿠키런: 킹덤         | -            |                         |                         | 예                      |                         |                         |
| 카놀리맛 쿠키                      | 2023년 10월 27일 쿠키런: 오븐브레이크 | 생수통       |                         | 예                      |                         |                         |                         |
| 모짜렐라맛 쿠키 성우: 전영수       | 2023년 11월 3일 쿠키런: 킹덤          | -            |                         |                         | 예                      |                         |                         |
| 올리브맛 쿠키 성우: 김보영         | 2023년 11월 3일 쿠키런: 킹덤          | -            |                         |                         | 예                      |                         |                         |
| 스모어맛 쿠키                      | 2023년 11월 15일 쿠키런: 오븐브레이크 | 캠퍼 스텐    |                         | 예                      |                         |                         |                         |
| 고드름예티 쿠키 성우: 김예령       | 2023년 11월 22일 쿠키런: 킹덤         | -            |                         |                         |                         |                         |                         |
| 슈톨렌맛 쿠키                      | 2023년 11월 28일 쿠키런: 오븐브레이크 | 호랑가시사탕 |                         | 예                      |                         |                         |                         |
| 린저 쿠키 성우: 이슬               | 2023년 12월 13일 쿠키런: 킹덤         | -            |                         |                         | 예                      |                         |                         |
| 크렘브륄레맛 쿠키 성우: 김진홍     | 2023년 12월 13일 쿠키런: 킹덤         | -            |                         |                         | 예                      |                         |                         |
| 딸기생크림맛 쿠키                  | 2023년 12월 14일 쿠키런: 오븐브레이크 | 산타장갑     |                         | 예                      |                         |                         |                         |
| 우주비행사맛 쿠키                  | 2023년 12월 28일 쿠키런: 오븐브레이크 | 샌드위성     |                         | 예                      |                         |                         |                         |
| 금계화맛 쿠키 성우: 김새해         | 2023년 12월 28일 쿠키런: 킹덤 (중국)  | -            |                         |                         | 예                      |                         |                         |

### 2024년
| 이름/성우                        | 출시일/데뷔작                         | 짝꿍 펫          | 플레이 가능한 주요 작품 | 플레이 가능한 주요 작품 | 플레이 가능한 주요 작품 | 플레이 가능한 주요 작품 | 플레이 가능한 주요 작품 |
| 이름/성우                        | 출시일/데뷔작                         | 짝꿍 펫          | 쿠키런 (클래식)         | 쿠키런: 오븐브레이크    | 킹덤                    | 마녀의 성               | 모험의 탑               |
| -------------------------------- | ------------------------------------- | ---------------- | ----------------------- | ----------------------- | ----------------------- | ----------------------- | ----------------------- |
| 자일리톨 노바 쿠키               | 2024년 1월 12일 쿠키런: 오븐브레이크  | 닥터리톨         |                         | 예                      |                         |                         |                         |
| 세인트릴리 쿠키 성우: 송하림     | 2024년 1월 19일 쿠키런: 킹덤          | -                |                         |                         | 예                      |                         |                         |
| 은방울맛 쿠키 성우: 서다혜       | 2024년 1월 19일 쿠키런: 킹덤          | -                |                         |                         | 예                      |                         |                         |
| 감귤탕후루맛 쿠키                | 2024년 1월 29일 쿠키런: 오븐브레이크  | 꼭지귤           |                         | 예                      |                         |                         |                         |
| 수은기사 쿠키 성우: 장서화       | 2024년 2월 7일 쿠키런: 킹덤           | -                |                         |                         | 예                      |                         |                         |
| 구운달걀맛 쿠키                  | 2024년 2월 14일 쿠키런: 오븐브레이크  | 달걀머리새       |                         | 예                      |                         |                         |                         |
| 요정왕 쿠키 성우: 송준석         | 2024년 2월 28일 쿠키런: 킹덤          | -                |                         |                         | 예                      |                         |                         |
| 초코바맛 쿠키                    | 2024년 2월 29일 쿠키런: 오븐브레이크  | 누가 데일리 밴드 |                         | 예                      |                         |                         |                         |
| 단계화맛 쿠키 성우: 채림         | 2024년 3월 7일 쿠키런: 킹덤 (중국)    | -                |                         |                         | 예                      |                         |                         |
| 버터롤맛 쿠키 성우: 김종엽       | 2024년 3월 13일 쿠키런: 킹덤          | -                |                         |                         | 예                      |                         |                         |
| 버터오징어맛 쿠키                | 2024년 3월 14일 쿠키런: 오븐브레이크  | 골든옥토퍼스상   |                         | 예                      |                         |                         |                         |
| 래디시맛 쿠키 성우: 소연         | 2024년 3월 15일 쿠키런: 마녀의 성     | -                |                         |                         |                         | 예                      |                         |
| 로즈마리맛 쿠키 성우: 장미       | 2024년 3월 15일 쿠키런: 마녀의 성     | -                |                         |                         |                         | 예                      |                         |
| 마블데니쉬맛 쿠키 성우: 곽윤상   | 2024년 3월 15일 쿠키런: 마녀의 성     | -                |                         |                         |                         | 예                      |                         |
| 위치베리맛 쿠키 성우: 이명희     | 2024년 3월 15일 쿠키런: 마녀의 성     | -                |                         |                         |                         | 예                      |                         |
| 자허토르테맛 쿠키 성우: 유보라   | 2024년 3월 15일 쿠키런: 마녀의 성     | -                |                         |                         |                         | 예                      |                         |
| 동백꽃맛 쿠키 성우: 이호산       | 2024년 3월 16일 쿠키런: 킹덤 (중국)   | -                |                         |                         | 예                      |                         |                         |
| 생토노레맛 쿠키 성우: 유혜지     | 2024년 3월 27일 쿠키런: 킹덤          | -                |                         |                         | 예                      |                         |                         |
| 슈니발렌맛 쿠키                  | 2024년 3월 29일 쿠키런: 오븐브레이크  | 암모나이트롤     |                         | 예                      |                         |                         |                         |
| 딸기쇼트케이크맛 쿠키            | 2024년 4월 2일 쿠키런                 | 작은 케이크들개  | 예                      |                         |                         |                         |                         |
| 성게맛 쿠키 성우: 비주언         | 2024년 4월 9일 쿠키런: 킹덤           | -                |                         |                         | 예                      |                         |                         |
| 마블식빵맛 쿠키                  | 2024년 4월 16일 쿠키런: 오븐브레이크  | 식빵아지         |                         | 예                      |                         |                         |                         |
| 뇌신무장 쿠키 성우: 정유정       | 2024년 4월 24일 쿠키런: 킹덤          | -                |                         |                         | 예                      |                         |                         |
| 퍼스트크림 쿠키 성우: 김선혜     | 2024년 5월 21일 쿠키런: 마녀의 성     | -                |                         |                         |                         | 예                      |                         |
| 구름해태맛 쿠키 성우: 박이서     | 2024년 5월 22일 쿠키런: 킹덤          | -                |                         |                         | 예                      |                         |                         |
| 미스틱플라워 쿠키 성우: 서혜정   | 2024년 5월 22일 쿠키런: 킹덤          | -                |                         |                         | 예                      |                         |                         |
| 분모자맛 쿠키                    | 2024년 5월 28일 쿠키런: 오븐브레이크  | 탱글둥지         |                         | 예                      |                         |                         |                         |
| 포두부맛 쿠키                    | 2024년 6월 10일 쿠키런: 오븐브레이크  | 메롱 포두부탈    |                         | 예                      |                         |                         |                         |
| 딸기초코스틱맛 쿠키              | 2024년 6월 20일 쿠키런: 오븐브레이크  | 쿵짝스틱         |                         | 예                      |                         |                         |                         |
| 블랙크림맛 쿠키 성우: 김단       | 2024년 6월 25일 쿠키런: 마녀의 성     | -                |                         |                         |                         | 예                      |                         |
| 꽈배기맛 쿠키 성우: 이보용       | 2024년 6월 26일 쿠키런: 모험의 탑     | -                |                         |                         |                         |                         | 예                      |
| 스팅두리안맛 쿠키 성우: 김윤기   | 2024년 6월 26일 쿠키런: 모험의 탑     | -                |                         |                         |                         |                         | 예                      |
| 캐모마일맛 쿠키 성우: 이소은     | 2024년 6월 26일 쿠키런: 모험의 탑     | -                |                         |                         |                         |                         | 예                      |
| 크러쉬드페퍼맛 쿠키 성우: 김정훈 | 2024년 6월 26일 쿠키런: 모험의 탑     | -                |                         |                         |                         |                         | 예                      |
| 크림소다맛 쿠키 성우: 이유리     | 2024년 6월 26일 쿠키런: 모험의 탑     | 뽀글방울         |                         | 예                      |                         |                         | 예                      |
| 플랜틴맛 쿠키                    | 2024년 6월 26일 쿠키런: 모험의 탑     | -                |                         |                         |                         |                         | 예                      |
| 복사꽃맛 쿠키 성우: 유선일       | 2024년 6월 28일 쿠키런: 킹덤          | -                |                         |                         | 예                      |                         |                         |
| 민트웨이퍼맛 쿠키                | 2024년 7월 9일 쿠키런: 오븐브레이크   | 웨이퍼 메트로놈  |                         | 예                      |                         |                         |                         |
| 생크림담비 쿠키 성우: 이주은     | 2024년 7월 17일 쿠키런: 킹덤          | -                |                         |                         |                         |                         |                         |
| 레몬제스트맛 쿠키 성우: 남도형   | 2024년 7월 17일 쿠키런: 모험의 탑     | -                |                         |                         |                         |                         | 예                      |
| 눈꽃맛 쿠키 성우: 수현           | 2024년 7월 30일 쿠키런: 마녀의 성     | -                |                         |                         |                         | 예                      |                         |
| 콜라비맛 쿠키 성우: 박주광       | 2024년 8월 7일 쿠키런: 모험의 탑      | -                |                         |                         |                         |                         | 예                      |
| 체리콜라맛 쿠키                  | 2024년 8월 13일 쿠키런: 오븐브레이크  | 팡팡버블         |                         | 예                      |                         |                         |                         |
| 별산호맛 쿠키 성우: 이은조       | 2024년 8월 14일 쿠키런: 킹덤          | -                |                         |                         | 예                      |                         |                         |
| 레드판나코타맛 쿠키              | 2024년 8월 29일 쿠키런: 오븐브레이크  | 앵앵베리버드     |                         | 예                      |                         |                         |                         |
| 알사탕맛 쿠키 성우: 이달래       | 2024년 9월 4일 쿠키런: 모험의 탑      | -                |                         |                         |                         |                         | 예                      |
| 무지개샤벳맛 쿠키 성우: 신온유   | 2024년 9월 11일 쿠키런: 마녀의 성     | -                |                         |                         |                         | 예                      |                         |
| 설탕흑조 쿠키                    | 2024년 9월 12일 쿠키런: 오븐브레이크  | 흑설탕거울       |                         | 예                      |                         |                         |                         |
| 블랙누들맛 쿠키                  | 2024년 9월 30일 쿠키런: 오븐브레이크  | 단무지사장       |                         | 예                      |                         |                         |                         |
| 넛맥타이거맛 쿠키 성우: 이세레나 | 2024년 10월 2일 쿠키런: 킹덤          | -                |                         |                         | 예                      |                         |                         |
| 버닝스파이스 쿠키 성우: 민응식   | 2024년 10월 2일 쿠키런: 킹덤          | -                |                         |                         | 예                      |                         |                         |
| 할라피뇨맛 쿠키                  | 2024년 10월 2일 쿠키런: 모험의 탑     | -                |                         |                         |                         |                         | 예                      |
| 퍼스트그레인 쿠키                | 2024년 10월 8일 쿠키런: 마녀의 성     | -                |                         |                         |                         | 예                      |                         |
| 블랙올리브맛 쿠키                | 2024년 10월 14일 쿠키런: 오븐브레이크 | 올리브 레이저    |                         | 예                      |                         |                         |                         |
| 캔디콘맛 쿠키                    | 2024년 10월 25일 쿠키런: 오븐브레이크 | 폭죽콘           |                         | 예                      |                         |                         |                         |
| 스모크치즈맛 쿠키 성우: 김다올   | 2024년 10월 30일 쿠키런: 킹덤         | -                |                         |                         | 예                      |                         |                         |
| 바질페스토맛 쿠키 성우: 박준원   | 2024년 10월 31일 쿠키런: 모험의 탑    | -                |                         |                         |                         |                         | 예                      |
| 키친싱크파이맛 쿠키              | 2024년 11월 14일 쿠키런: 오븐브레이크 | 매직파이오븐     |                         | 예                      |                         |                         |                         |
| 메밀맛 쿠키                      | 2024년 11월 21일 쿠키런: 마녀의 성    | -                |                         |                         |                         | 예                      |                         |
| 꿈길잡이 쿠키                    | 2024년 11월 27일 쿠키런: 오븐브레이크 | 쿨쿨달           |                         | 예                      |                         |                         |                         |
| 아라모드맛 쿠키 성우: 권다예     | 2024년 12월 4일 쿠키런: 킹덤          | -                |                         |                         | 예                      |                         |                         |
| 초코드리즐맛 쿠키 성우: 민아     | 2024년 12월 4일 쿠키런: 킹덤          | -                |                         |                         | 예                      |                         |                         |
| 슈가글로브맛 쿠키 성우: 배하경   | 2024년 12월 4일 쿠키런: 모험의 탑     | -                |                         |                         |                         |                         | 예                      |
| 페퍼누스맛 쿠키                  | 2024년 12월 13일 쿠키런: 오븐브레이크 | 별사탕 방울      |                         | 예                      |                         |                         |                         |
| 그린티무스맛 쿠키 성우: 최하리   | 2024년 12월 18일 쿠키런: 킹덤         | -                |                         |                         | 예                      |                         |                         |
| 포인세티아맛 쿠키 성우: 손정민   | 2024년 12월 19일 쿠키런: 마녀의 성    | -                |                         |                         |                         | 예                      |                         |
| 아이스민트맛 쿠키 성우: 황동현   | 2024년 12월 31일 쿠키런: 모험의 탑    | -                |                         |                         |                         |                         | 예                      |

### 2025년
| 이름/성우                    | 출시일/데뷔작                        | 짝꿍 펫       | 플레이 가능한 주요 작품 | 플레이 가능한 주요 작품 | 플레이 가능한 주요 작품 | 플레이 가능한 주요 작품 | 플레이 가능한 주요 작품 |
| 이름/성우                    | 출시일/데뷔작                        | 짝꿍 펫       | 쿠키런 (클래식)         | 쿠키런: 오븐브레이크    | 킹덤                    | 마녀의 성               | 모험의 탑               |
| ---------------------------- | ------------------------------------ | ------------- | ----------------------- | ----------------------- | ----------------------- | ----------------------- | ----------------------- |
| 퍼스트초코 쿠키 성우: 곽규미 | 2025년 1월 9일 쿠키런: 마녀의 성     | -             |                         |                         |                         | 예                      |                         |
| 황소자리맛 쿠키              | 2025년 1월 13일 쿠키런: 오븐브레이크 | 삐리리 피리뿔 |                         | 예                      |                         |                         |                         |
| 쉐도우밀크 쿠키 성우: 강수진 | 2025년 1월 15일 쿠키런: 킹덤         | -             |                         |                         | 예                      |                         |                         |
| 캔디애플맛 쿠키 성우: 이이로 | 2025년 1월 15일 쿠키런: 킹덤         | -             |                         |                         | 예                      | 예                      |                         |
| 이터널슈가 쿠키 성우: 정미숙 | 2025년 5월 7일 쿠키런: 킹덤          | -             |                         |                         | 예                      | 예                      |                         |

### 내용주
1. ↑  2016년 9월 27일 출시.
2. ↑  2016년 9월 27일 출시.
3. ↑  2018년 7월 27일 출시.
4. ↑  2023년 1월 30일 출시.
5. ↑  카카오판보다 라인판에서 먼저 출시되었으며, 카카오판에는 2014년 12월 31일에 출시되었다.
6. 1 2  2018년 7월 27일 출시.
7. ↑  변형판인 ‘천하통일 대추맛 쿠키’로 출시되었다.
8. ↑  《쿠키워즈》에서 오리지널 마카롱맛 쿠키는 한정 캐릭터로 출시되었으며, 비한정판은 변형판인 ‘앤티크 마카롱맛 쿠키’로 출시되었다.
9. ↑  2015년 11월 28일 출시.
10. ↑  2021년 4월 7일 출시.
11. ↑  2022년 11월 11일 출시.
12. 1 2  2024년 4월 29일 출시.
13. ↑  2022년 1월 14일 출시.
14. 1 2  ‘체스초코 쿠키’라는 이름의 단체로 등장한다.
15. ↑  2021년 4월 16일 출시.
16. ↑  2022년 10월 13일 출시.
17. 1 2 3  ‘쿠키멀즈’라는 이름의 단체로 등장한다.
18. ↑  2021년 6월 18일 출시.
19. ↑  2023년 4월 27일 출시.
20. 1 2  본래 2012년 12월 14일 출시된 《오븐브레이크 2》에서 처음 등장한, 산타맛 쿠키의 짝꿍 펫이다.
21. 1 2 3  글로벌 서버보다 중국 서버에서 먼저 출시되었으며, 글로벌 서버에는 2024년 11월 20일에 출시되었다.
22. ↑  2024년 7월 26일 출시.

### 참조주
1. ↑  “데브시스터즈, 신작 ‘쿠키워즈 (by 쿠키런)’ 신규 콘텐츠 업데이트”. 《디스이즈게임》. 2018년 9월 21일. 2024년 9월 17일에 확인함.
2. ↑  《쿠키워즈 신규 쿠키: 앤티크 마카롱맛 쿠키 공식 영상》 (유튜브). 2018년 12월 17일. 2025년 1월 18일에 확인함.
3. ↑  “쿠키런: 오븐브레이크, 신규 캐릭터 ‘칠리맛 쿠키’ 업데이트”. 《지디넷코리아》. 2018년 5월 29일. 2024년 9월 17일에 확인함.
4. ↑  “쿠키워즈, 대규모 업데이트 ‘젤리 서바이벌: 폐허가 된 도시’ 실시”. 《디스이즈게임》. 2018년 10월 29일. 2024년 9월 7일에 확인함.
5. ↑  “쿠키런 오븐브레이크, 망고맛 쿠키와 함께 전설 가득 용들의 섬으로 가자”. 《디스이즈게임》. 2020년 3월 27일. 2024년 9월 17일에 확인함.
6. ↑  “안녕! 용감한 쿠키들, 신규 캐릭터 ‘아티초크맛 쿠키’ 등장!”. 《게임조선》. 2020년 4월 22일. 2024년 9월 17일에 확인함.
7. ↑  “여름을 식힐 차가움, 쿠키런: 오븐브레이크 ‘얼음파도의 탑’ 업데이트”. 《인벤》. 2020년 6월 30일. 2024년 9월 19일에 확인함.
8. ↑  “데브시스터즈, 쿠키런: 퍼즐 월드 시즌2 대규모 업데이트 실시”. 《게임조선》. 2020년 7월 30일. 2024년 9월 17일에 확인함.
9. ↑  “쿠키런 오븐브레이크, 별의 사제 ‘스타후르츠맛 쿠키’ 추가”. 《게임메카》. 2021년 3월 26일. 2024년 9월 17일에 확인함.
10. ↑  “‘쿠키런: 오븐브레이크’, ‘시즌 7! 부활하는 용들의 시대!’ 업데이트 진행”. 《디스이즈게임》. 2022년 6월 28일. 2024년 12월 8일에 확인함.
11. 1 2  “‘쿠키런: 킹덤’, “백색의 허무, 눈을 뜨다” 업데이트 진행”. 《디스이즈게임》. 2024년 5월 22일. 2024년 9월 19일에 확인함.
12. ↑  “쿠키런 모험의 탑, 진리를 추구하는 알사탕맛 쿠키 추가”. 《인벤》. 2024년 9월 4일. 2024년 9월 23일에 확인함.